# 地球近傍天体
地球近傍天体（ちきゅうきんぼうてんたい、英語：Near-Earth object NEO）とは、地球に接近する軌道を持つ天体（彗星、小惑星、大きい流星体）の総称。また、天体といっても太陽系小天体が該当することから地球近傍小天体とも呼ばれる。地球に接近することから衝突の危険性を持つ反面、地球からの宇宙船が容易に到達しやすく（月よりはるかに少ない速度増分 (ΔV) で済むものもある）、今後の科学的調査と商業開発において重要になると考えられている。

## 概要
NASAは1km以上のすべての地球近傍天体をリストに載せる議会命令を公布した。この大きさもしくはそれ以上の大きさのNEOは、地球に衝突すると地球単位の重大な災害を引き起こす。2009年6月までに1,000個以上の危険性があるNEOが発見されており、まだ見つけられていない地球近傍天体も多数あると見られている。アメリカ、EUおよび他の国は現在、地球近傍天体のためにスペースガードという捜索プロジェクトで捜索を続けている。なお、従来あまり調査されていなかった、黄道面から大きく離れた領域を含む全天をより効率的に観測するために、ハワイに専用の望遠鏡を設置するパンスターズ計画が進められている。
種類とサイズに従った地球近傍天体の分類
- 流星体：50m以下
- 小惑星：50m以上 →地球近傍小惑星を参照
- 彗星

## NEOの総数
2013年6月26日現在、NEOのうち彗星を除いたNEAの発見総数は9910個である。このうちアテン型小惑星が784個、アモール型小惑星が4173個、そしてアポロ型小惑星が4953個である。このうち1408個は「潜在的に地球と衝突する可能性をもつ小惑星」(PHA;Potentially Hazardous Asteroid) に分類される。
2013年6月18日に発見された2013 MZ5は、小惑星と彗星を含めたNEO全体で通算10000個目の天体である。

## 衝突の危険性の見積もり
天体が地球に衝突する危険性の見積もりは2つある。
- トリノスケール (Torino scale) - 計算が簡単。
- パレルモスケール (Palermo Technical Impact Hazard Scale) - 計算が複雑。

2004年12月25日に、小惑星 (99942) アポフィスはそれまでで最大のトリノスケール4と認定された。同年12月27日の時点で、2029年4月13日に2.7%の確率で地球に衝突すると報じられたが、さらなる計算の結果、翌28日には衝突の可能性はほぼゼロまで落ちてトリノスケールも0となった。
2005年1月時点ではトリノスケール1以上の小惑星が2,053個あったがその後の観測とともに低下しており、2014年5月時点でNASAの「Sentry Risk Table」のリストに残っている小惑星はすべてトリノスケール0となっている。一方、同月時点でパレルモスケールが最大
と予想される小惑星は-0.44の2009 FDであり、次いで-0.83の (29075) 1950 DAとなっている。なお(29075) 1950 DAは、2013年半ばの時点ではパレルモスケールが-0.58となっていて、2,270分の1（0.044%）の確率で2880年3月16日に地球に衝突すると予想されていたが、同年後半には衝突リスクが後退している。
NASAは今後地球に衝突する危険性がある小惑星のリストを公開している が、そのうちほとんどすべては軌道計算の確定に伴いリストから外れる公算である。

## NEOの歴史（ニアミス・落下）

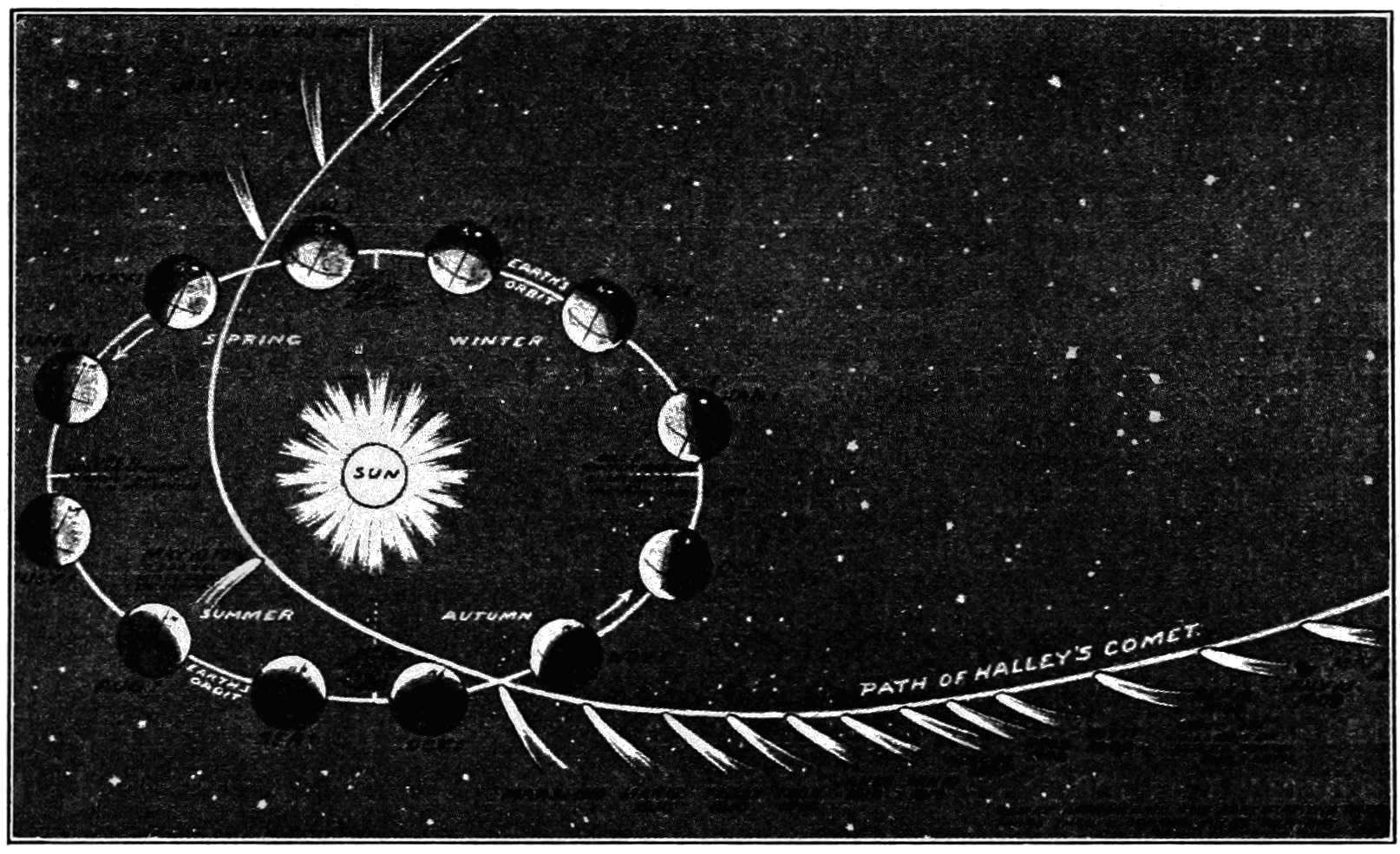
ハレー彗星の進路を描いた（1910年）

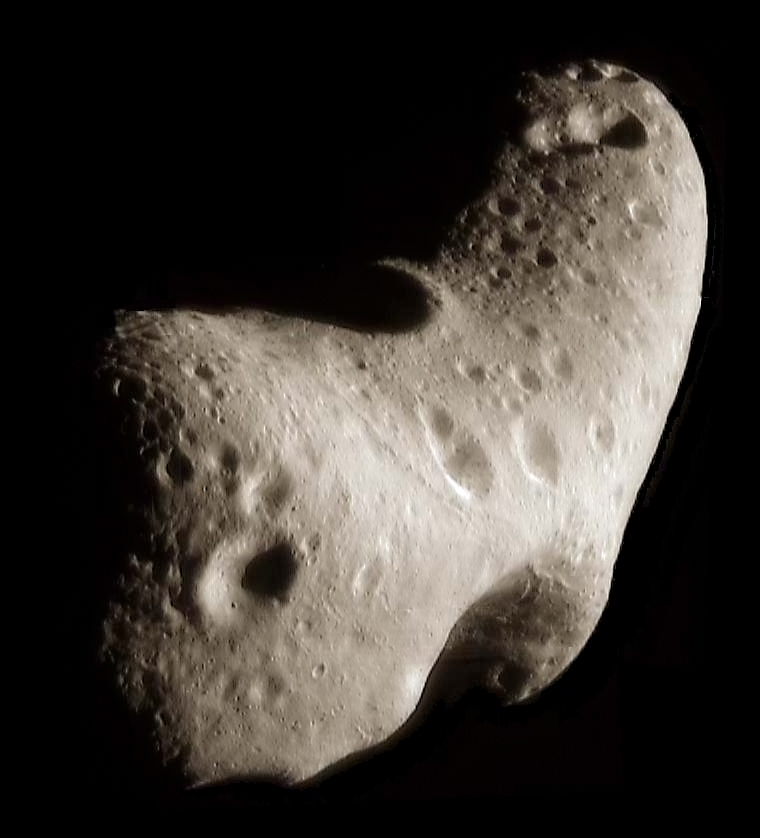
探査機によって地球近傍小惑星433エロスに接近した（1990年代）

人間が最初に観測した地球近傍天体は彗星であった。それらの地球外の物体は、ティコ・ブラーエが1577年に視差を通して通過する彗星の距離を測定しようとした後で初めて認識および確認され、地球の直径をはるかに上回っていた。いくつかの彗星の周期性は、エドモンド・ハレーが「ハレー彗星」として知られている接近物体の軌道計算を発表し、1705年に最初に認識された。ハレー彗星の1758年から1759年の接近は、予測された最初の彗星の出現であった。1770年のレクセル彗星が最初に発見された地球近傍天体であると言われている。
2004年3月18日、2004 FH（直径30m）が地球の上空約4万3000km上を通過し、地球近傍天体の地球への接近記録を更新した。天文学者たちは接近の3日前に発見していた。検出から最接近までの時間は一見短いかもしれないが、2004 FH は非常に小さい。このような、地球単位の災害を及ぼす可能性があるNEOははるかに早く見つけられるだろう。
そのわずか2週間後の3月31日、2004 FU162は地球の上空6,500kmを通過し、2004 FH の記録を大幅に塗り替えた。この小惑星が検出されたのは最接近のわずか9時間前だったが、推定直径10mと非常に小さかったので、地球に突入したならば大気圏中で崩壊したと予想される。
2008年10月7日、2008 TC3（推定直径2-5m）が地球の大気圏に突入し、スーダン上空で爆発した。破片の一部は地上に落下したが、居住者のほとんどいない砂漠地帯だったために被害はなかった。この小惑星は大気圏突入の約20時間前に発見され、落下直前までその軌道が追跡された最初の例となった。
これらと同程度の小さい天体は、小惑星というよりむしろ流星体として分類される。

既知の地球近傍天体（2018年1月現在）
Video (0:55; July 23, 2018)

## 人工物
地球近傍天体と思われた小惑星が、のちの観測で多段式ロケットの一部などの人工物であると分かったものがいくつかある。これらは主に軌道観測によって、ある時点で地球に非常に接近することや、スペクトル観測で特異な成分が観測されることによって判明する。判明しているものは、アポロ12号打ち上げ時に使用されたサターンVロケットの第3段ステージS-IVBであるJ002E3や、スペースデブリであった6Q0B44Eがある。推定されているものでは、ルナ23号打ち上げ時に使用したプロトンロケットの第4段ステージと推定されている2010 KQや、J002E3と同じくサターンVロケットのS-IVBではないかと推定されている2000 SG344などがある。逆に、2006 RH120は当初はスペースデブリであると思われていたが、のちの観測で小惑星であることが判明した。